# Xestaspis rostrata
Xestaspis rostrata is een spinnensoort in de taxonomische indeling van de Dwergcelspinnen (Oonopidae).
Het dier behoort tot het geslacht Xestaspis. De wetenschappelijke naam van de soort werd voor het eerst geldig gepubliceerd in 2009 door Tong & Li.